# NGC 7261
NGC 7261 est un jeune amas ouvert situé dans la constellation de Céphée. Il a été découvert par l'astronome britannique John Herschel en 1829.
Selon la classification des amas ouverts, cet amas referme moins de 50 étoiles (la lettre p) dont la concentration est moyennement faible (III) et dont les magnitudes se répartissent sur un petit intervalle (le chiffre 1). Lynga propose une autre classification, soit II3m :b, ce qui correspond à une concentration moyenne, une grand intervalle de répartition de la luminosité, de même qu'un nombre de membres compris entre 50 et 100 étoiles. Lynga indique également que l'amas compte 30 étoiles. Cette contradiction entre la classification et le nombre de membre qui n'est pas rare dans ce catalogue. Lynga ajoute aussi le symbole :b pour un double amas.

## Observation
Avec une magnitude visuelle de 8,4, on peut observer l'amas avec des jumelles dont l'ouverture est de 40 à 50 mm, ou avec un petit télescope.

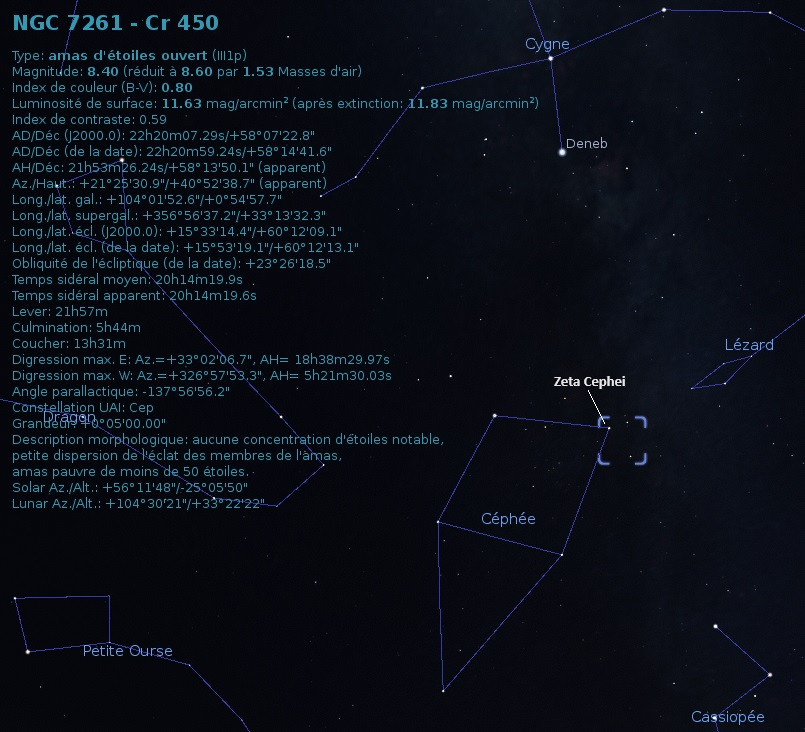
Localisation de NGC 7261 dans la constellation de Céphée. (Stellarium)

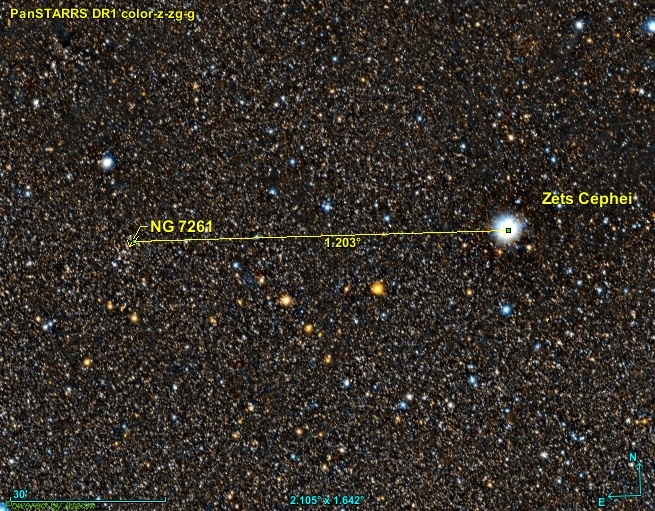
Position de NGC 7261 par rapport à une étoile.

NGC 7261 est situé à environ 1,2 degré presque directement à l'est de Zeta Cephei.

## Caractéristiques

### Distance
La base de données Simbad indique cinq valeurs de la parallaxe de l'amas mesurée par le satellite Gaia et provenant de récentes publications (2018 à 2021), soit 0,282 ± 0,282 mas, 0,275 ± 0,058 0 mas, 0,278 ± 0,056 mas, 0,278 ± 0,006 mas et 0,278 ± 0,056 mas. La moyenne de ces cinq valeurs et de leurs incertitudes sont 0,278 2 ± 0,042 6 mas, ce qui correspond à une distance de 3 595+650
−447 pc.

### Taille
Selon les sources, la taille apparente de l'amas est compris entre 5′ et 6,9'. En utilisant les plus grandes valeurs de la dimension apparente et de la distance, on obtient la taille maximale de l'amas, soit 27,79 al. De même, pour calculer la taille minimale de l'amas, il faut utiliser les plus petites valeurs de la dimension apparente et de la distance. On obtient alors une valeur de 14,79 al. De ces deux valeurs, on déduit que la taille de l'amas est égale à 21,3 ± 6,5 km/s.

### Vitesse
Simbad indique deux valeurs identiques de la vitesse, la deuxième étant très probablement une citation du premier article. Cette valeur est −73,34 ± 9,85 km/s,.

### Mouvement propre
Simbad indique sept couples de valeurs pour le mouvement propre de l'amas, dont cinq provenant d'articles publiés entre 2018 et 2021 sont très semblables. Les deux autres provenant d'articles publiés en 2014 et 2018 sont totalement différents. Les valeurs de ces cinq couples en ascension droite et en déclinaison sont :
- −3,877 ± 0,042 mas/an et −2,814 ± 0,064 mas/an[11]
- −3,934 ± 0,125 mas/an et −2,915 ± 0,093 mas/an[12]
- −3,932 ± 0,116 mas/an et −2,909 ± 0,089 mas/an[13]
- −3,932 ± 0,013 mas/an et −2,909 ± 0,010 mas/an[7]
- −3,932 ± 0,116 mas/an et −2,909 ± 0,089 mas/an[14]

Le mouvement propre moyen obtenu de ces quatre valeurs en ascension droite et en déclinaison, ainsi que de leur incertitude est égal à −3,921 ± 0,082 mas/an et −2,921 ± 0,069 mas/an. Les deux autres couples sont :
- −1,583 ± 0,151 mas/an et −2,433 ± 0,162 mas/an[15]
- −2,65 ± 4,10 mas/an et −3,37 ± 0,8 mas/an[16]

### Métallicité
Simbad rapporte une seule valeur de la métallicité, soit 0,010. Selon cette valeur, le pourcentage d'éléments lourds (plus lourd que l'hydrogène et l'hélium) de cet amas est de 102% (10+0,010) de celui du Soleil.

### Âge
Webda et Lynga indiquent un âge donné par (log10=7,670, soit 106,670 ce qui correspond à 46,8 millions d'années).

### Étoiles
Lynga indique que l'amas renferme cinq géantes rouges et une étoile Be.
La base de données Simbad montre un bouton nommé Children. En cliquant sur ce bouton, on atteint une section de cette base de données qui renferme un tableau contenant 125 entrées. Une colonne de ce tableau indique la probabilité que l'étoile appartienne à l'amas. En cliquant sur la désignation de l'étoile, on atteint la page qui résume ses propriétés.
Les deux ellipses sur l'image Pan-STARRS (dans l'encadré en haut de page, à droite) représentent deux visions de l'amas. Selon Steve Gottlieb, l'amas observé par Herschel est celui constitué des étoiles à l'intérieur de la plus petite ellipse. Ce n'est pas l'avis de Harold G. Corwin qui considère que l'amas observé par Herschel est situé dans la plus grande ellipse et qu'il s'agit d'un ensemble aléatoire d'étoiles moyennement brillantes.
Simbad montre aussi un bouton nommé Children. En cliquant sur ce bouton, on atteint une section de cette base de données qui renferme un tableau contenant 223 entrées, dont 125 Children, pour NGC 7261. Cependant, des étoiles (les Children) peuvent apparaître plusieurs fois dans la deuxième colonne du tableau, d'où le nombre de liens bibliographiques qui est supérieure au nombre d'étoiles. La quatrième colonne de ce tableau indique la probabilité que l'étoile appartienne à l'amas. En cliquant sur le titre de cette colonne, on peut classer la probabilité par ordre croissant ou décroissant. En cliquant sur la désignation de l'étoile, on atteint la page de Simbad qui résume ses propriétés.